# Robinson Jeffers
Robinson Jeffers (10. ledna 1887, Pittsburgh, Pensylvánie – 20. ledna 1962, Carmel, Kalifornie) byl americký básník, myslitel, epik, lyrik, baladik, vizionář, realista, tragik. Velká část Jeffersovy poezie byla napsána v narativní a epické podobě. Jeho tvorba i život je spojena s nespoutanou přírodou na pobřeží Pacifiku na mysu Sur v Kalifornii. Ve světě je znám jako Básník z Kamenné věže nebo Samotář, myslící na blaho lidstva.

## Život

### Mládí a literární začátky
John Robinson Jeffers se narodil 10. ledna 1887 v Allegheny (nyní součást Pittsburghu) v zámožné intelektuálské rodině. Jeho mladší bratr Hamilton Jeffers se později stal známým astronomem. Otec byl presbyteriánský pastor a teolog, věnoval se studiu hebrejštiny, řečtiny, latiny a arabštiny a synovi předal svůj zájem o antickou literaturu. V době synova narození mu bylo 52 let, matka byla o 23 let mladší. S rodiči navštívil poprvé Evropu, když mu bylo pět let. Ve dvanácti letech ho rodiče poslali do Švýcarska, kde navštěvoval školy ve Vevey, Lausanne a Ženevě. V létě podnikal s otcem výlety do Švýcarských Alp, oblíbil si horolezectví a horskou přírodu. Poznal velký kus Evropy, naučil se francouzsky a německy, studoval latinu a řečtinu. Ve 14 letech dostal cenu za poezii od Sdružení mládeže.
V roce 1902 se vrátil domů a o rok později se rodina kvůli otcově zdraví přestěhovala do Pasadeny v Kalifornii. Byl přijat na Occidental College v Los Angeles a v osmnácti letech získal titul bakaláře svobodných umění. Potom studoval literaturu a medicínu na univerzitách v Curychu a v Kalifornii. Na univerzitě potkal v roce 1906 svou životní lásku, o tři roky starší Unu Kusterovou, která byla v té době provdaná za známého právníka Edwarda Kustera. Jeffers v roce 1910 odešel do Seattlu, kde jeden semestr studoval lesnictví na Washingtonské univerzitě. V roce 1912 se jejich vztah stal veřejně známým a Jeffers s Unou se uchýlili do ústraní k jezeru Washington, kde čekali na ukončení rozvodového řízení. Jeffers v té době napsal a vydal svou první báseň Džbány a jablka (Flagons and Apples), která byla inspirována milostným citem k Uně. Kniha však nevyvolala větší zájem.
Jeffers zdědil nevelké jmění po vzdáleném příbuzném, což mu umožnilo nezávislou existenci. V roce 1913 se s Unou vzali, ale následující rok se museli vyrovnat se smrtí básníkova otce a ztrátou prvorozené dcery, která zemřela krátce po porodu.   

### Stavba Tor House a vrchol tvorby
Těsně před první světovou válkou se usadili v kalifornské vesnici Carmel-by-the-Sea na poloostrově Monterey, kde nalezli klid uprostřed krásné přírody pohoří Big Sur. První léta žili v malém dřevěném srubu. V roce 1916 se jim narodila dvojčata Garth a Donnan a Jeffers vydal svou druhou básnickou sbírku Kaliforňané (Californians).

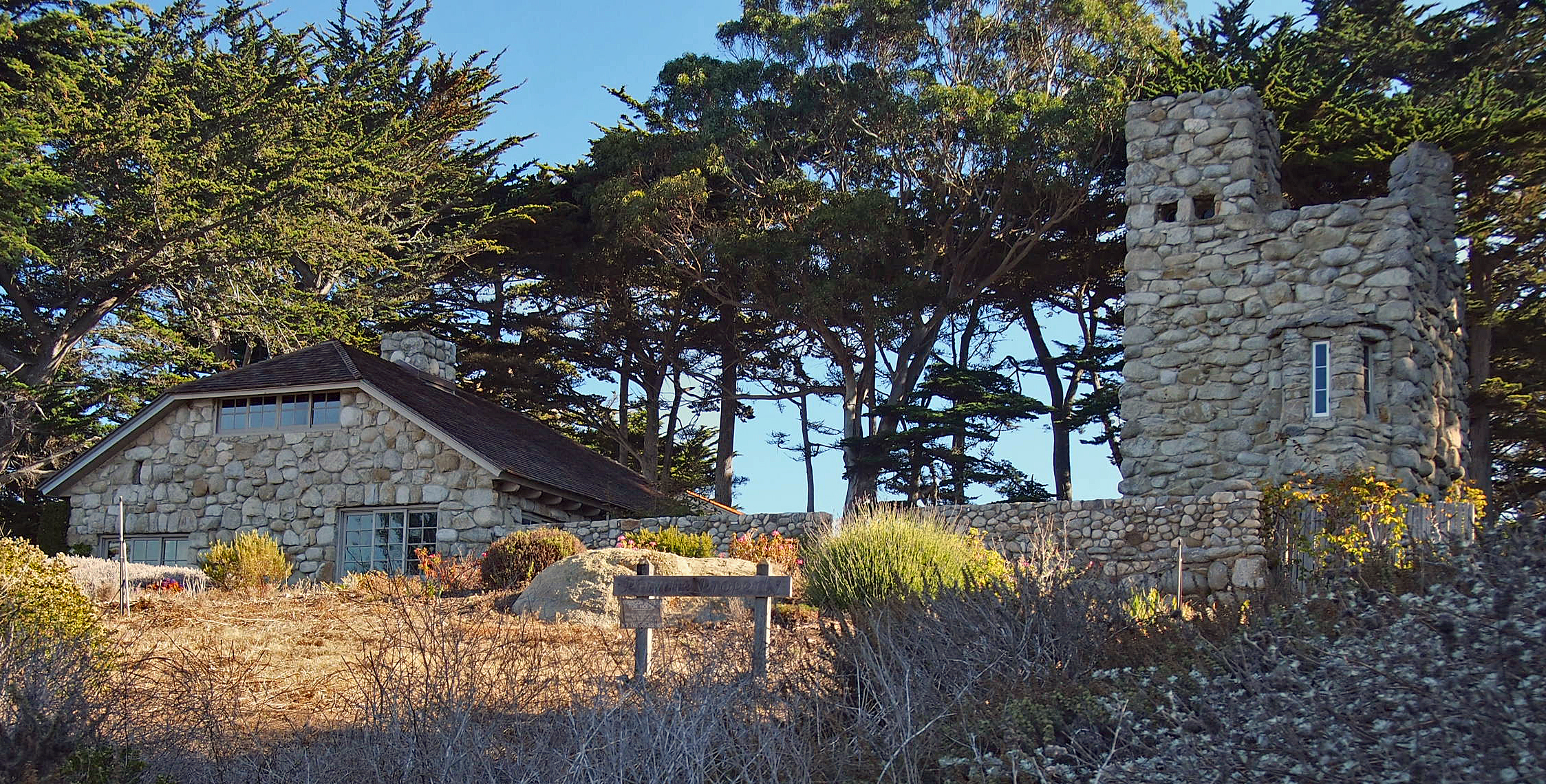
Dům Robinsona Jefferse a Jestřábí věž v Carmelu

S pomocí místního kameníka začal Jeffers stavět dům na útesu na pobřeží Tichého oceánu. Později pokračoval ve stavbě sám a během několika let vlastníma rukama vybudoval obydlí pro svou rodinu, nazvané Tor House (Dům na útesu). Vedle domu vybudoval desetimetrovou kamennou věž, které dal jméno Jestřábí věž (Hawk Tower). Žulové balvany sám lámal z blízkého útesu v moři a vynášel je na zádech nahoru. Stavba byla symbolem vzniku světa, tvůrčího ducha jednotlivce, odrazem irských, velšských a skotských předků. Prožil tam celý svůj život s milovanou manželkou Unou a dvěma syny, stranou od společenských událostí, nezávisle na okolním světě. Jejich vzájemná láska se odrazila v básnickém díle (Zpěv pro Unu) a stala se legendou. Ve třetím patře věže si zřídil pracovnu, odkud měl výhled na oceán. Zde, uprostřed dramatické krajiny pacifického pobřeží, napsal svá hlavní básnická díla. Ve styku s přírodou, krajem a lidmi Jeffers vyzrál osobitého básníka, který se zamýšlí nad osudem současné civilizace. První výrazný úspěch mu přinesla kniha Tamar a jiné básně, kterou vydal v roce 1924 vlastním nákladem. Následujícího roku vyšla Tamar znovu společně v jednom svazku s básnickou povídkou Hřebec grošák (Roan Stallion), psanou volným veršem. Tyto básně představily Jefferse jako mistra epické podoby, připomínající starověké řecké básníky. Zařadil se mezi uznávané americké básníky, poutal zájem laické i odborné veřejnosti především na východě USA. Po vydání další sbírky Ženy od mysu Sur (Women at Point Sur, 1927), ale Jeffers musel čelit negativní kritice kvůli svým názorům na současnou civilizaci. V následujících letech vydal několik básnických sbírek, jeho verše uveřejňovaly významné literární časopisy, byl populární i mimo literární kruhy. V roce 1932 se jeho fotografie dostala na titulní stránku týdeníku Time. Vytvořil se kolem něho malý okruh přátel (D.H. Lawrence, Edgar Lee Masters, Benjamin De Casseres, Langstone Hughes a George Sterling), kteří sdíleli jeho životní postoje. Navštěvovaly ho známé osobnosti jako Charles Chaplin nebo George Gershwin.

### Pokles popularity a tvůrčí energie
Ve 30. letech po nástupu tzv. Nové kritiky, která kladla důraz na formální stránky textu, byla Jeffersova poezie odmítána a jeho jméno se postupně vytrácelo z literární scény. Když se v roce 1938 Una pokusila zastřelit v reakci na prozrazení Jeffersova záletnictví, básník upadl do depresí. Tvůrčí útlum způsobila i rostoucí záplava turistů kolem Carmelu po dostavbě nové pobřežní silnice. Pocit zmaru u Jeferse dovršilo vypuknutí druhé světové války. Byl antimilitarista, válku nenáviděl. Přesto už v roce 1917 přemohl svůj odpor a splnil vlasteneckou povinnost, když se přihlásil do armády, ale nebyl povolán. V roce 1941 sloužil jako dobrovolník v protiletecké obraně, Una pracovala v Červeném kříži, syn Garth narukoval k námořnictvu.
Jeffers odsoudil druhou světovou válku, kterou nevnímal jako konflikt mezi dobrem a zlem, jak byla předkládána americký voličům, nýbrž jako projev „inhumanismu“. Inhumanismus přitom nebyl zacílen proti člověku samotnému, ale spíše proti představě o nadřazenosti lidské civilizace nad zákony přírody. Civilizaci bral jako přechodné onemocnění oproti věčnému trvání přírody a ve svých básních předpovídal zkázu lidského pokolení, kterému chybí pokora a morální rozměr. Svůj postoj vyjádřil především ve sbírkách Hněvej se na slunce (Be Angry at the Sun, 1941) a Dvojbřitá sekera a jiné básně (The Double Axe and Other Poems, 1948), které vyvolaly velkou polemiku, doprovázenou negativní odezvou kritiky.
Jako básník byl Jeffers na ústupu, ale na přelomu čtyřicátých a padesátých let se na východním pobřeží s úspěchem hrály jeho divadelní adaptace Drahý Judo (Dear Judas, 1947), Medea (1947), Věž mimo tragédií (The Tower Beyond Tragedy, 1950) a Žena z Kréty (1954). V roce 1948 Jeffers s Unou podnikli svou třetí cestu do Irska. Onemocněl tam zánětem pohrudnice a nemohl se zúčastnit slavnostního představení své hry Médea v Edingburghu. Una zemřela na rakovinu v roce 1950 a pro Jefferse to znamenalo ztrátu opory, životní síly a chuti do nové tvorby. Podle slov jednoho z jeho přátel to bylo, jako by zemřel on sám. Měnilo se i okolí jeho domu, příroda ustupovala zásahům lidské civilizace. V posledních dvanácti letech života napsal jen poému Silák Hungerfield (1954) a několik kratších básní. Verše psal na kus papíru a v jedné z básní si přál, aby byl pohřben bez obřadu a jeho popel rozptýlen.
Zemřel 20. ledna 1962 ve svém domě. V den jeho skonu se nad Carmelem strhla prudká sněhová bouře (38 let tu nikdo neviděl sníh).
Oživení zájmu o jeho verše nastalo v průběhu šedesátých let, kdy ve společnosti nabíraly na síle myšlenkové proudy jako pacifismus a environmentalismus. Jeffers v přírodě nacházel nejen krásu, ale i morální rozměr. Svým smýšlením byl předchůdcem ekologického hnutí, které přispělo k jeho literární rehabilitaci. Roku 1963 vyšel posmrtný výbor Jeffersových básní s názvem Sbohem, moře (The Beginning and the End) a ekologická organizace Sierra Club následně vydala knihu Člověk není výjimka (1965), kde byly fotografie krajiny od významných kalifornských fotografů doprovázeny Jeffersovými básněmi. Tato kniha opět přitáhla k Jeffersovi pozornost čtenářů. Ekologická a ekofilozofická dimenze Jeffersova díla přispěla k jeho návratu mezi velikány americké poezie.

### Zajímavosti
Jeffers byl vysoký, štíhlý muž s ostře řezanou tváří, modrošedýma očima a světle hnědými vlasy. Od narození byl na jedno oko slepý. Nosil jen rozhalenou košili a jeho zálibou bylo sázení stromů (během života jich vysadil více než 2000), vlivem postupující výstavby však byla většina pokácena. Měl rád plavání, zápas, jízdy na kánoi a procházky po pobřeží a horských útesech. Kouřil dýmku a také rád pil červené víno.

## Dílo
| „                | Jeffers je básník otřesných vidin a děsivých konfliktů | “ |
| — Zdeněk Vančura |                                                        |   |

Robinson Jeffers byl autorem básnických novel psaných volným veršem, jeho poezie splývá s prózou. Verše jsou neodmyslitelně spjaty s pobřežní krajinou centrální Kalifornie, územím nazývaným Jeffers Country. Realistický popis přírody v kombinaci s filozofickou dimenzí a spiritualitou dává jeho dílům specifické kouzlo a význam.
Jeffers byl samotář, ale nebyl chladný a podivínský misantrop, jak ho označovali jeho odpůrci. Svou poezií chtěl vyjádřit obavy o osud lidstva, upozornit na úpadek civilizace a vyburcovat lidi k hledání trvalých hodnot. Byl složitý člověk a silný básník. Organicky propojoval události světových dějin (válka) s tématy lidských vztahů. Dokázal proniknout hluboko pod povrch skutečnosti. Jeho příběhy připomínají antické básně, ale zároveň jsou moderní svým jazykem, prostředím a reálnými postavami. Velká část jeho poezie byla psána formou volně vyprávěných epických příběhů. Je však známý i svými kratšími lyrickými básněmi. Jeho básně obsahují značný pesimismus, který je projevem jeho obav o osud člověka a touhy najít trvalé hodnoty. Tragično jeho básní je podobné tragičnu antických dramat.
Jeffersova dramatická tvorbu nedosáhla úrovně jeho básní. Chyběla jí původnost, autenticita lidských prožitků. Kritikou však byla po uvedení na Broadway hodnocena kladně jeho adaptace antického dramatu Medea (1946), která zaznamenala i velký divácký úspěch. Jeffers je také autorem osobité adaptace Aischylovy Oresteie ( The Tower beyond Tragedy, česky pod názvem Odcházející Orestes), provozované v přírodním divadle v Carmelu. V obou hrách napsal hlavní role pro herečku Judith Andersonovou. Mezi další dramatické tituly patří Upadající věk a Žena z Kréty.     

### Narativní básně
- Tamar a jiné básně (1924) - první epická báseň psaná volným veršem. Příběh incestu a násilí sleduje osud Tamar Cauldwellové, dcery kalifornské farmářské rodiny, když prožívá přestupek, nenávist a zkázu. Příběh odkazuje na biblické Samuelovy knihy, přináší pohled na současnou západní civilizaci, která je na pokraji zničení v důsledku světové války,
- Hřebec grošák (Roan Stallion, 1925) - básnická povídka, ve které se střídají epické a lyrické pasáže. Inspirací mu byla opuštěná chýše v horách, kde podle pověsti kdysi kůň zabil farmáře. Hrdinku příběhu, mladou ženu a matku postavil do kontrastu s manželem opilcem. Hrdinka nakonec nesnesitelnou situaci řeší před očima své dcery tak, že nechá hřebce, aby muže zabil a teprve potom vystřelí.
- Ženy od mysu Sur (The Women at Point Sur, 1927) - poéma je vážným varováním před mesianismem, blouznivou zaujatostí a velikášstvím, které za sebou vždy zanechávají mrtvé. Báseň útočí proti chátrající civilizaci, v níž byla možná válka a volá po novém zvážení starých hodnot. Tato vážná a tragická báseň je do jisté míry i satirou lidské domýšlivosti. V době svého zveřejnění nebyla jednoznačně pochopena a vyvolala spory, na které Jeffers reagoval komentářem, v němž vysvětlil své záměry pro toto dílo.[1] Tragický příběh ve verších měl být psychologickou studií o člověku, který cestou sebeklamů a shlížení se v sobě samém dojde k šílenství. Měla být satirou na lidskou nadutost a přispět k pochopení vzniku náboženství, odsoudit scestné tendence, kterým začala propadat západní civilizace.[6]
- Cawdor (1928) - pokus obnovit v moderní podobě na obrazech soudobých morálních a společenských konfliktů mohutnou účinnost antické tragédie. Podle Jeffersova pojetí se pohled na extrémní utrpení v tragédii stává očistným procesem, při němž si člověk uvědomuje, jak leckdy svým jednáním, třebas nijak krutým, balancuje, aniž tuší, na pokraji propasti. Ústřední postava však není starší, sveřepý farmář Cawdor, ale mladičká Fera, dcera životního ztroskotance.
- Mara ( 1941) - je baladicky laděný příběh rodinné tragédie o lásce dvou bratrů k jedné dívce, drama žárlivého muže, který chce zabít svou nevěrnou snoubenku, ale nakonec je vlastním svědomím dohnán k sebevraždě
- Silák Hungerfield (Hungerfield, 1952) - příběh pohádkový, vyprávějící o věčné a marné touze člověka zvítězit nad smrtí, je výrazem básníkova smíření nad ztrátou milované ženy, novým vyznáním lásky a vzpomínkou na šťastná léta společného života
- Pastýřka putující k dubnu (The Loving Shepherdess,1929) - Baladická báseň v próze přenesená ze Skotska na kalifornské pobřeží – příběh velkého sebeobětování, příběh pasačky Klárky, dívky, která miluje všechny věci, všechny lidi víc než sama sebe. Přes svůj tragický osud je Klárka symbolem básníkovy víry a naděje. Dobrovolně se rozhodne nést ve svém těle až do konce plod dalšího života, i když ví, že pro svoje tělesné postižení nemůže dítě porodit a konec těhotenství (v dubnu) bude znamenat také její smrt.

### Lyrika
- Džbány a jablka (Flagons and Apples, 1912) - básnická prvotina obsahující většinou milostné verše, které jsou psány konvenční formou s rýmy
- Kaliforňané (Californians, 1916) - v intimních básních Jeffers vyznává svou lásku ke kraji, kde našel svůj nový domov
- Hněvej se na slunce (Be Angry at the Sun, 1941)
- Dvojbřitá sekera a jiné básně (The Double Axe and Other Poems, 1948) - předkládá myšlenku inhumanismu, odmítá přílišné soustředění pozornosti člověka na sebe samotného, protože lidstvo nehraje ve vesmíru nejdůležitější úlohu, není pánem země a neurčuje její hodnotu
- Sbohem moře (The Beginning and the End, 1963) - poslední, posmrtně vydané verše s motivem očekávané smrti

## Díla v češtině
V Československu se překlady Jeffersových básní poprvé objevily na stránkách novin a časopisů v roce 1947 (Kvart, Svobodné noviny). Knižně bylo jeho dílo vydáváno od roku 1958 v překladech Kamila Bednáře, který věnoval téměř dvacet let svého života tomuto americkému básníkovi jako překladatel, vykladač, literární historik i dramatizátor. Svůj vztah a obdiv k němu vyjádřil v knize Přátelství přes oceán (nikdy se osobně nesetkali, styk udržovali pouze prostřednictvím dopisů). Jeho zásluhou patřil Jeffers v šedesátých letech minulého století k nejčtenějším autorům poezie v českých zemích, získal pověst kultovního autora. V poměru na obyvatele se svého času v Československu prodalo víc výtisků Jeffersových knih než ve Spojených státech. Z českého vydání Mary z roku 1958, které dostal od Bednáře, měl Jeffers upřímnou radost a přestože nemohl hodnotit úroveň překladu, pochválil grafickou úpravu knížky a krásné ilustrace. V Československu byla hrána většina jeho divadelních her.

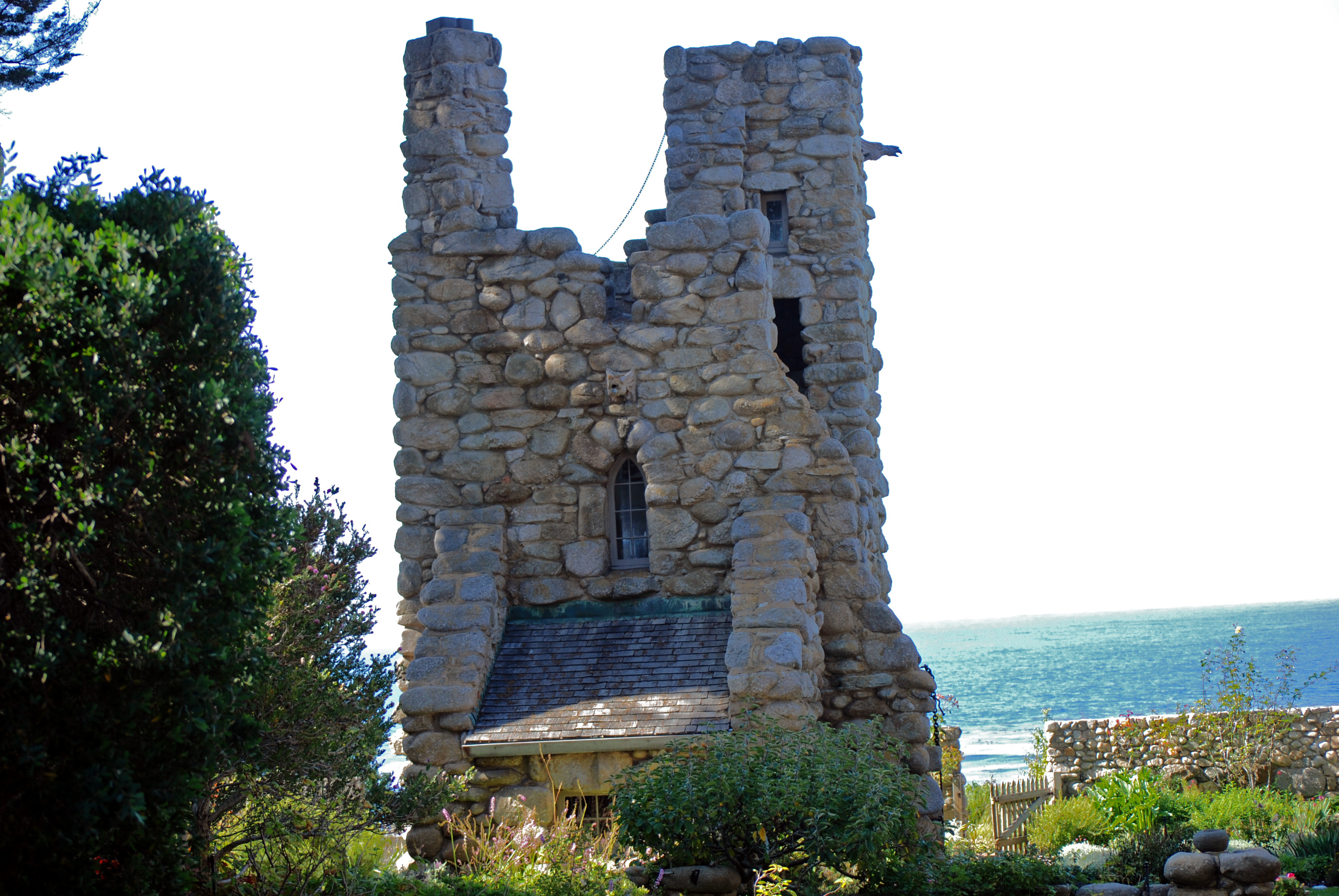
Jestřábí věž (Hawk Tower)

Za Jeffersova života vyšel v češtině kromě Mary ještě výbor Jestřábí křik (1961). Další knihy následovaly po jeho smrti: Básně z Jestřábí věže (1964), Ženy od mysu Sur (1965), Sbohem, moře (1968), Mara, Hřebec grošák, Hungerfield (1971), Mara, Hřebec grošák, Pastýřka putující k dubnu (1976), Cawdor (1979). Poslední větší výbor (Maják v bouři) vydal Československý spisovatel v roce 1983. Pak už byl Jeffers připomenut pouze drobným tiskem Tři tanečnice péčí Lyry Pragensis (1993, bibliofilie, 300 číslovaných výtisků). Nakladatelství Dauphin vydalo v roce 2018 nové dvojjazyčné vydání Pastýřky putující k dubnu (tradičně v překladu Kamila Bednáře) s doslovem básníkova vnuka Lindsaye Jefferse a studií Roberta Kafky z mezinárodní Jeffersovské společnosti.
- Básně z Jestřábí věže (výbor básní, Praha, Československý spisovatel 1964)
- Cawdor (Cawdor; BB, Praha, Práce 1979), zfilmován v roce 1985 jako Cawdor a Fera
- Hřebec grošák (Roan Stallion, Praha : Mladá fronta, 1960) spolu s básní Silák Hungerfield (Hungerfield)
- Maják v bouři (výbor básní, Praha, Československý spisovatel 1983)
- Mara (Mara; BB, Praha, Československý spisovatel 1958)
- Medea (Medea; drama, Praha, Dilia 1961; Praha, Dilia 1962) - přebásnění antického dramatu
- Pastýřka putující k dubnu (The Loving Shepherdess; BB, Praha, Mladá fronta 1961), dvojjazyčné vydání Dauphin, 2018
- Sbohem, moře (The Beginning and the End; BB, Praha, Mladá fronta 1968)
- Tři tanečnice (The Songs of the Dead Men to the Three Dancers; BB, Praha, Nadace Lyry Pragensis 1993)
- Ženy od mysu Sur (Women at Point Sur; BB, Praha, Mladá fronta 1965)
- Žena z Kréty (The Cretan Woman; D, Praha, Dilia 1975)